# Газопереробний завод Твейнан
Газопереробний завод Твейнан — підприємство сирійської нафтогазової промисловості, що споруджується в центральній частині країни.
Завод призначений для обслуговування родовищ Твінан, Твінан-Захід, Аль-Гур, Аль-Акрам-Захід, Аль-Акрам-Схід, Аль-Харит та Аль-Хусейн-Норт. Він частина проєкту North Middle Area Gas Exploitation Project (NMAGP) і також відомий як ГПЗ-2 (як ГПЗ-1 в цьому випадку виступає завод проєкту South Middle Area Gas Exploitation Project).
Частина продукції родовищ містить істотні обсяги шкідливих домішок і тому повинна буде спочатку проходити через процеси вилучення сірководню та діоксиду вуглецю.
За проєктом завод має річну потужність на рівні 1,3 млрд м3 товарного газу, 136 тис. м3 газового конденсату та 42 тисячі тонн зрідженого нафтового газу (пропан-бутанова фракція). Також передбачене виробництво для власних потреб певних обсягів пропану (використовується в процесі охолодження). Водночас, хоча до складу обладнання входить деетанайзер, проте етан у підсумку повинен домішуватись до товарного газу.
Товарний газ має видаватись через перемичку до трубопроводу Арак – Алеппо.
Будівництво в 2008 році почала російська компанія «Стройтрансгаз». У 2013-му на тлі громадянської війни роботи припинили, при цьому готовність ГПЗ оцінювалась у 84 %. Наприкінці 2017-го анонсували, що будівництво поновлюють та завершать протягом 1,5 року, проте наразі повідомлень про запуск підприємства не надходило.